# Gabriël Vigeveno
Gabriël Vigeveno (Amszterdam, 1888. október 12. – Rotterdam, 1952. augusztus 25.) holland vívó, olimpikon.
Az 1906. évi nyári olimpiai játékokon, Athénban indult, amit később nem hivatalos olimpiává nyilvánított a Nemzetközi Olimpiai Bizottság. Ezen az olimpián két vívószámban indult: párbajtőrvívásban és tőrvívásban. Mind a kettőben helyezés nélkül zárt. A holland csapat legfiatalabb tagja volt az olimpián 17 évesen és 192 naposan. Testvére, Félix Vigeveno szintén olimpikon vívó.